# Изола ди Фондра
Изола ди Фондра (итал. Isola di Fondra) је насеље у Италији у округу Бергамо, региону Ломбардија.
Према процени из 2011. у насељу је живело 184 становника. Насеље се налази на надморској висини од 775 m.

## Становништво
| 1936. | 1951. | 1961. | 1971. | 1981. | 1991. | 2001. | 2011. |
| ----- | ----- | ----- | ----- | ----- | ----- | ----- | ----- |
| 319   | 321   | 286   | 228   | 196   | 200   | 184   | 192   |